# Gerulfus Kherubim Pareira
Gerulfus Kherubim Pareira SVD (ur. 26 września 1941 w Lela, zm. 8 października 2024 w Maumere) – indonezyjski duchowny katolicki, biskup diecezjalny Weetebula 1985–2008 i od 2008 do 2018 Maumere.

## Życiorys
Święcenia kapłańskie otrzymał 22 sierpnia 1971.
21 grudnia 1985 papież Jan Paweł II mianował go biskupem diecezjalnym Weetebula. 25 kwietnia 1986 z rąk biskupa Gregorius Manteiro przyjął sakrę biskupią. 19 stycznia 2008 papież Benedykt XVI powierzył mu obowiązki biskupa diecezjalnego Maumere. Od 14 czerwca 2018 był biskupem seniorem tej diecezji.